# Jayden Jaymes
Jayden Jaymes, född 13 februari 1986 i Upland i Kalifornien, är en amerikansk porrskådespelerska och modell. Hon har medverkat i omkring 100 porrfilmer sedan sin debut i november 2006. Hon har också medverkat i icke-pornografiska filmer i mindre roller.

## Utmärkelser
- 2009 AVN Award - Nominee - Best New Starlet [6]
- 2009 NightMoves - Winner - Best New Starlet - Fan Choice[7]
- 2010 AVN Award – Nominee - Best New Web Starlet – www.JaydenJaymesXXX.com[8]
- 2010 AVN Award – Winner - Best Group Sex Scene – 2040[8]
- 2010 AVN Award – Nominee - Best Tease Performance – Curvy Girls 4[8]
- 2010 AVN Award – Nominee - Best All Girl Three-Way Sex Scene – Sweet Cheeks 11[8]

## Icke-pornografiska filmer
| År   | Film                      | Roll         | Not |
| ---- | ------------------------- | ------------ | --- |
| 2010 | The Frankenstein Brothers | Stripper     |     |
| 2010 | Born To Be A Star         | Hot Tub Girl |     |
| 2010 | Diary of Death            | Victim       |     |

## Utmärkelser
- 2009 AVN Award - Nominee - Best New Starlet [6]
- 2009 NightMoves - Winner - Best New Starlet - Fan Choice[7]
- 2010 AVN Award – Nominee - Best New Web Starlet – www.JaydenJaymesXXX.com[8]
- 2010 AVN Award – Winner - Best Group Sex Scene – 2040[8]
- 2010 AVN Award – Nominee - Best Tease Performance – Curvy Girls 4[8]
- 2010 AVN Award – Nominee - Best All Girl Three-Way Sex Scene – Sweet Cheeks 11[8]

## Icke-pornografiska filmer
| Year | Film                      | Role         | Notes |
| ---- | ------------------------- | ------------ | ----- |
| 2010 | The Frankenstein Brothers | Strippa      |       |
| 2010 | Born To Be A Star         | Hot Tub Girl |       |
| 2010 | Diary of Death            | Offer        |       |